# A magyarok története (Horváth)
A Horváth Mihály-féle A magyarok története című mű egy több, egymás után bővített kiadásban megjelent magyar történelemmel foglalkozó 19. századi történeti munka.

## Leírás
Az első kiadásban, Pesten 1842 és 1846 között megjelent mű 4 kötetben tárgyalta a magyarság történetét a kezdetektől 1792-ig. Ezt később az író 1815-ig kibővítve, 6 kötetben jelentette meg 1860 és 1863 között. Készült egy harmadik kiadás is, amely már 8 kötetben dolgozta fel az eseményeket. Ez 1871 és 1873 között jelent meg.
Elektronikus formában az első kiadás kötetei (1-2, 3-4); illetve a második több kötete (1-2, 5, 6), továbbá a 3. kiadás több kötete (1, 2, 3, 4, 6, 7) érhető el a Google-könyvek között. A 8 kötetes sorozat a Magyar Elektronikus Könyvtár honlapján is ingyenesen elérhető Archiválva 2020. január 28-i dátummal a Wayback Machine-ben, akárcsak a REAL-EOD-on (). Ugyanez a kiadás az Arcanum Újságok honlapján fizetős formában érhető el.
A mű rendelkezik reprint kiadással is (Históriaantik Könyvesház, 2012).

## Az első kiadás kötetbeosztása
| Kötetszám  | Cím, fejezetcímek                                                       | Felölelt időszak | Kiadási év | Oldalszám | Elektronikus elérhetőség |
| ---------- | ----------------------------------------------------------------------- | ---------------- | ---------- | --------- | ------------------------ |
| I. kötet   | A magyarok története az Árpádházból származott vezérek s királyok alatt | 894 – 1301       | 1842       | 175 p     |                          |
| II. kötet  | A magyarok története a vegyes házakból származott királyok alatt        | 1301 – 1526      | 1843       | 391 p     |                          |
| III. kötet | A magyarok története a Habsburgi házból származott királyok alatt       | 1526 – 1780      | 1844       | 478 p     |                          |
| IV. kötet  | A magyarok története II. József és II. Lipót alatt                      | 1780 – 1792      | 1846       | 309 p     |                          |